# Алигужинов, Серик Карабатырович
Серик Карабатырович Алигужинов (каз. Серік Қарабатырұлы Әлигужинов, 20 августа 1944; Павлодарский район, Павлодарская область, Казахская ССР, СССР — 3 октября 2021) — казахстанский государственный и политический деятель, министр транспорта и коммуникаций Республики Казахстан (с 1994 по 1995 годы).

## Биография
Серик Карабатырович Алигужинов Родился 20 августа 1944 года в селе Коряковка Павлодарского района Павлодарской области.
В 1976 году окончил Павлодарский индустриальный институт по специальности инженер-механик.
Трудовую деятельность начал в 1967 году инженером автоколонны № 2564 Павлодарского грузового автотреста.
С 1968 по 1984 годы — Главный механик, главный инженер автоколонны, главный инженер Павлодарского грузового автоуправления.
С 1984 по 1987 годы — Начальник Павлодарского областного управления бытового обслуживания.
С 1987 по 1988 годы — Председатель Павлодарского горисполкома.
С 1988 по 1990 годы — Первый заместитель Министра автомобильного транспорта Казахской ССР.
С 1991 по 1993 годы — Первый заместитель Председателя правления концерна «Казавтотранс».
С 1993 по 1995 годы — Первый заместитель Министра транспорта, Министра транспорта и коммуникаций Республики Казахстан.
С октябрь 1994 по декабрь 1995 годы — Министр транспорта и коммуникаций Республики Казахстан.
С 1995 по 1998 годы — Первый заместитель Министра, Вице-Министр, директор административного департамента Министерства транспорта и коммуникаций Республики Казахстан.
С 1998 по 2001 годы — Начальник главного управления межотраслевого сотрудничества Интеграционного комитета.
С 2001 года — Заместитель руководителя департамента по таможенному делу и пограничным вопросам секретариата ЕврАзЭС, управляющий директор АО «КазАвтоТранс».
С 2010 года — Председатель правления Ассоциации автотранспортных перевозчиков и экспедиторов Республики Казахстан, Союза автотранспортников Республики Казахстан.

## Награды
- Награждён Почётной грамотой Верховного Совета Казахской ССР.
- Орден Дружбы народов.
- Орден Курмет (декабрь 2004).
- Орден Парасат за значительный вклад в политическое, социальное, экономическое развитие страны.[3].
- Медаль «10 лет независимости Республики Казахстан» (2001).
- Медаль «В ознаменование 100-летия железной дороги Казахстана» (2004).
- Медаль «10 лет Астане» (2008).
- Медаль «20 лет независимости Республики Казахстан» (2011).
- Медаль «25 лет независимости Республики Казахстан» (2016).
- Медаль «20 лет Астане» (2018).
- Медаль «За верность делу».
- Медаль «Еңбек ардагері» (Ветеран труда).
- Почётный гражданин города Павлодара (28 июня 2018 года) за заслуги в социально-экономическом развитии города.[4].
- Награждён благодарственным письмом Президента Республики Казахстан и др.
- Грамота Содружества Независимых Государств (3 сентября 2011 года) — за активную работу по укреплению и развитию Содружества Независимых Государств[5].